# Cecilia Bartoli
Cecilia Bartoli (n. 4 iunie 1966, Roma, Italia) este o celebră mezzosoprană italiană.

## Biografie
Cecilia Bartoli s-a născut într-o familie de muzicieni, tatăl ei fiind tenorul liric Angelo Bartoli și mama ei soprana Silvana Bazzoni. La vârsta de 17 ani a început studiile superioare muzicale la Academia Santa Cecilia din Roma.